# Diaperoecia macroecia
Diaperoecia macroecia is een mosdiertjessoort uit de familie van de Diaperoeciidae. De wetenschappelijke naam van de soort is voor het eerst geldig gepubliceerd in 1988 door Lu, Ni & Zhong.